# Get Out (canción)
«Get Out» es una canción de la banda de synthpop escocesa Chvrches, de su tercer álbum Love Is Dead. Fue lanzado como primer sencillo oficial del disco el 31 de enero de 2018, siendo producida por Greg Kurstin, quien también ha colaborado con artistas como Sia y Adele.

## Recepción
Marc Hogan de Pitchfork opinó que la canción "no se mueve ni entre lo mejor del 'gran pop' ni tiene un sabor particular". Robin Murray de Clash lo consideró "una grabación pop grande, enorme y colosal, el tipo de cosas que Chvrches siempre ha amenazado con hacer"; asimismo, catalogó la voz de Mayberry como "una ardiente y aterradora bestia". Phil Witmer de Vice escribió que la canción tiene un "nombre divertido e incandescente", alabando a Mayberry por sus "estribillos típicos", que "nunca han sonado más emo". Cyrena Touros de NPR lo llamó "el esfuerzo pop más ambicioso de la banda hasta la fecha, todo ello sin perder su distintivo sonido". Scott Russell, de Paste, considera la canción como "el tipo de éxito synth-pop que eleva e intoxica al público". Scott T. Sterling de CBS Radio escribió: "El corte se adhiere bastante al clásico sonido de Chvrches, combinando una línea de bajo de sintetizador pesado con un coro melódico inspirador impulsado por la cantante Lauren Mayberry".

## Vídeo musical
Un vídeo preview fue lanzado el mismo día, mostrando nueve monitores que simulan ser cámaras de seguridad localizadas en ubicaciones diferentes, y apareciendo los miembros de la banda en el estudio, el tráfico afuera o a Mayberry en un baño, entre otros. También presenta un breve cameo del vocalista de The National, junto con un número de teléfono que reproduce un clip de Lauren Mayberry leyendo la letra del siguiente sencillo del álbum, «My Enemy», donde figura Berninger como artista invitado.